# 昨日の友は今日の敵?
『昨日の友は今日の敵?』（きのうのともはきょうのてき）は、NHK総合テレビの月曜ドラマシリーズで2004年1月5日から2月9日まで放送されていたテレビドラマ。浅野温子主演。全6回。演じた浅野は姑・日高早苗役の草笛光子ともに『グッドモーニング』で共演しているが、これまた姑・草笛、嫁・浅野の親子役。

## キャスト
- 日高あや子：浅野温子
- 日高早苗：草笛光子
- 日高聡：加藤雅也
- 日高保彦：生田斗真
- 日高ゆうか：渋谷飛鳥
- 日高洋介：須賀健太
- 野川幹夫：愛川欽也
- 野川しげ：加茂さくら
- 野川光太郎：田中健
- 山田信也：井上順
- 島田淳：苅谷俊介[2]
- 羽田麗子：こだま愛
- 鈴木幸代：内田春菊
- 今野：パパイヤ鈴木
- 佐藤：ガダルカナル・タカ
- 久保田：濱田マリ
- 安藤：光浦靖子
- 倉田：杉作J太郎
- 栗原：デーブ大久保
- 丸岡孝郎：佐戸井けん太
- オーナー：大森うたえもん
- 将棋の老人：桜井センリ
- 教員：皆川猿時
- 女優美里：田中美里
- ナレーション：犬山イヌコ

## スタッフ
- 作：相良敦子[1]
- 音楽：吉俣良[1]
- 演出：遠藤理史

## サブタイトル
1. 嫁姑にご用心
2. お姑さん躾けます
3. あなたは家族じゃない
4. 家族バラバラ
5. 泣きたい夜
6. 涙のにんじんケーキ